# Ribeirão Caiuá
Ribeirão Caiuá är ett vattendrag i Brasilien.   Det ligger i delstaten Paraná, i den södra delen av landet, 900 km sydväst om huvudstaden Brasília.
Runt Ribeirão Caiuá är det glesbefolkat, med 13 invånare per kvadratkilometer.